# Az ugrás
Az ugrás az RTL gameshow vetélkedője, a holland RTL The Jump című vetélkedő magyar változata. A műsor 2024. február 12-én indult az RTL-en.

## Története
2023. október 26-án Kolosi Péter, az RTL Magyarország vezérigazgató-helyettese a Big Picture konferencián bejelentette, hogy Az ugrás címmel új vetélkedő indít. 2024. január 30-án kiderült a műsor kezdési időpontja, ami február 12-e.

## A játék szabályai
A játékosok feladata az, hogy egy monumentális stúdión épített, 5 méter magas hídon átérjenek egyik oldalról a másikra. A cél, illetve a 10 szint csak akkor fog megvalósulni, ha a futamonként 5 millió forint elnyerése után helyesen válaszolnak a kérdésekre, a játékosok pedig rossz válasz esetén mélybe zuhannak, a Maradj talpon! c. gameshowhoz hasonlóan.

## Évadok
| Évad | Évad | Részek száma | Részek száma | Eredeti sugárzás  | Eredeti sugárzás  | Eredeti adó |
| Évad | Évad | Részek száma | Részek száma | Évadbemutató      | Évadzáró          | Eredeti adó |
| ---- | ---- | ------------ | ------------ | ----------------- | ----------------- | ----------- |
|      | 1.   | 30           | 30           | 2024. február 12. | 2024. március 22. |             |

## Díjai
| Év   | Díj                       | Díj                       | Jelölt              | Eredmény | Link  |
| ---- | ------------------------- | ------------------------- | ------------------- | -------- | ----- |
| 2025 | Televíziós Újságírók Díja | Legjobb férfi műsorvezető | Gundel Takács Gábor | Jelölve  | [ 3 ] |
| 2025 | Televíziós Újságírók Díja | Legjobb vetélkedő         | Az ugrás            | Elnyerte | [ 3 ] |